# Орден Воинской Славы
Орден Воинской Славы (бел. Ордэн Воінскай Славы) — государственная награда, высший военный орден Республики Беларусь.

## Статут
Орденом Воинской Славы награждаются военнослужащие Республики Беларусь:
- за исключительные заслуги в управлении войсками, поддержании их высокой боевой готовности и профессиональной выучки;
- за отвагу и самоотверженность, проявленные при защите Отечества и его государственных интересов, исполнении других служебных обязанностей;
- за заслуги в укреплении боевого содружества и военного сотрудничества с иностранными государствами.

Орден Воинской Славы носится на левой стороне груди и при наличии других орденов располагается после ордена Отечества. Степеней не имеет.
Также орденом могут быть награждены организации, воинские части (подразделения), соединения Вооруженных Сил Республики Беларусь, других войск и воинских формирований, а также коллективы их работников.

## Описание
Орден Воинской Славы представляет собой знак, в основу которого положена пятиконечная звезда, налагаемая на лучеподобный пятиугольник. Композиция формирует десятиконечную звезду диаметром 44 мм. В центре звезды расположен круг диаметром 23 мм, в круге — рельефное изображение двух воинов, олицетворяющих сухопутные и воздушные силы. Круг обрамлен венком из дубовых и лавровых листьев, в верхней части круга на зелёном эмалевом фоне размещена надпись «Воінская Слава». Обратная сторона ордена имеет гладкую поверхность, в центре находится номер ордена.
Орден при помощи ушка и кольца соединяется с пятиугольной колодкой, обтянутой муаровой лентой красного цвета с продольной зелёной полоской посередине, тремя черными и двумя оранжевыми полосками с правой стороны.
Орден Воинской Славы изготавливается из серебра с позолотой.

## Награждения
Единственным награждённым является министр обороны Белоруссии (24 сентября 2001 года — 4 декабря 2009 года) Л. С. Мальцев.